# جائزة هوغو لأفضل قصة قصيرة
جائزة هوغو لأفضل قصة قصيرة هي واحدة من جوائز هوغو تمنح كل عام لقصص الخيال العلمي والفانتازيا المنشورة باللغة الإنجليزية أو المترجمة إلى اللغة الإنجليزية خلال العام الماضي. تتاح الجائزة للأعمال القصصية الخيالية لأقل من 7500 كلمة.